# Mohamed Chrif Tribak
Mohamed Chrif Tribrak (arabe : محمد الشريف الطريبق) est un réalisateur marocain né à Larache, au nord du Maroc, en 1971.

## Éléments biographiques
Il naît à Larache, au nord du Maroc, en 1971,.
Formé au sein de la Fédération des ciné-clubs au Maroc, il a suivi un stage à la Femis à Paris.
Il réalise ensuite des courts-métrages, dont le premier, Nassima, sort en 1998 , ainsi que des téléfilms, notamment pour la deuxième chaîne nationale marocaibe, 2M.
Le Temps des camarades est son premier long métrage,.
Ce film  a été plusieurs fois récompensé, par exemple dans le cadre de Cinéma en mouvement 2 au Festival international du film de Saint-Sébastien, en Espagne), par le grand prix Ousman Samben du Festival de cinéma africain de Khouribgha en 2009, par le prix première œuvre au Festival national du film de Tanger en 2008, ou encore par le prix du public au Festival International du Film Mediterranéen de Tétouan en 2009.

## Filmographie
- 1998 : Nassima (11 min)
- 2003 : Balcon Atlantico (20 min)
- 2003 : Le Départ (90 min)
- 2004 : Le chevaux hennissent avant de tomber (90 min)
- 2004 : Tisser le temps (90 min)
- 2005 : Mawal (7 min)
- 2005 : L'Extraterrestre (7 min)
- 2005 : Bab El M'Dina (90 min)
- 2006 : 30 ans (15 min)
- 2008 : Lettres d'amour (8 min)
- 2008 : Le Temps des camarades (un projet qui va donner ce film et qui a été présenté dans quelques festivals  s'est intitulé Entre parenthèses[5]), 1er long-métrage de fiction (97 min)[4]
- 2015 : Petits bonheurs (85 min)[6]
- 2020 : Majmaa Lahbab (72 min)[7]